# Vanuatuaanse vatu
De Vanuatuaanse vatu is de munteenheid van Vanuatu. Eén vatu is honderd centime. De centime wordt niet meer gebruikt.
De volgende munten worden gebruikt: 1, 2, 5, 10, 20, 50 en 100 vatu. Het papiergeld is beschikbaar in 100, 200, 500, 1000, 5000 en 10.000 vatu.